# Heráclio (tribuno)
Heráclio (em latim: Heraclius) foi um oficial bizantino do século IV, ativo durante o reinado do usurpador Magno Máximo (r. 383–388). Aparece em 388, quando ocupava a posição de tribuno dos jovianos. Na ocasião, participou na expedição de Quintino contra os francos de Sunão e Marcomero além do Reno e foi morto durante uma emboscada dos francos que custou a vida de todo os legionários.